# Fotointerpretacja
Fotointerpretacja - metoda wykrywania i rozpoznawania obiektów i zjawisk, a także relacji między nimi na podstawie analizy cech fotointerpretacyjnych ich obrazu fotograficznego. 
Cechy fotointerpretacyjne to wizualne cechy obrazu fotograficznego obiektu, takie jak
- bezpośrednie: kształt, wielkość, struktura, barwa, tekstura, ton lub barwa
- pośrednie: cień rzucany, położenie topograficzne, współzależność pomiędzy obiektami terenowymi i cechami środowiska.

Cechy fotointerpretacyjne służą do jednoznacznego rozpoznania obiektu lub zjawiska na zdjęciach lotniczych i satelitarnych.
Wyróżniamy takie rodzaje jak:
- fotointerpretację kameralną  – przeprowadzaną w warunkach laboratoryjnych na podstawie obserwacji wizualnych z wykorzystaniem instrumentów ułatwiających widzenie stereoskopowe, w warunkach laboratoryjnych, oparta na analizie cech bezpośrednich i pośrednich,
- fotointerpretację polową  – wykorzystującą obserwacje przeprowadzane w terenie. Rozpoznawanie, ocena, klasyfikacja na zdjęciach lotniczych podczas wizualnej obserwacji obiektów i zjawisk.